# Cryptopygus araucanus
Cryptopygus araucanus är en urinsektsart som beskrevs av Zaher Massoud och Rapoport 1968. Cryptopygus araucanus ingår i släktet Cryptopygus och familjen Isotomidae. Inga underarter finns listade i Catalogue of Life.